# The Muppets Take Manhattan
The Muppets Take Manhattan uit 1984 is de derde bioscoopfilm met in de hoofdrol Jim Hensons Muppets. Het is de eerste film die werd geregisseerd door Frank Oz, die ook meeschreef aan het scenario en in de film de poppen Fozzie Beer, Miss Piggy en Animal manipuleert.
In de film komen de Muppet Babies voor het eerst voor. De Muppet Babies speelden naderhand de hoofdrol in hun eigen populaire tekenfilmserie, die oorspronkelijk werd uitgezonden van 1984 - 1992.

## Verhaal
Voor hun afstuderen aan de toneelschool voeren Kermit de Kikker (Jim Henson) en zijn vrienden op de campus hun variétéshow "Manhattan Melodies" op. De show is zo'n succes dat de Muppets van mening zijn dat hij ook geproduceerd zou moeten worden op Broadway. Echter, nadat ze maandenlang onverrichter zake hebben geprobeerd hun musical te verkopen, is al hun geld op en voelt iedereen zich gedwongen zijn eigen weg te gaan op zoek naar werk. Kermit blijft in New York en wordt aangenomen bij een klein restaurant genaamd Pete's, waar hij bevriend raakt met de eigenaar Pete (Louis Zorich) en zijn dochter Jenny (Juliana Donald).
Terwijl de overige Muppets de meest ellendige baantjes vinden, blijft de jaloerse Miss Piggy heimelijk Kermit en Jenny in de gaten houden in New York. Na veel van Kermits pogingen om de show op de planken te krijgen, vindt hij dan toch een producent (Lonny Price) die "Manhattan Melodies" wil financieren. Echter, Kermit is zo opgewonden dat hij niet uitkijkt bij het oversteken. Hij wordt aangereden en verliest het bewustzijn. Wanneer hij weer bijkomt lijdt hij aan geheugenverlies. Hij neemt de nieuwe naam Phillip Phil aan en gaat werken bij een reclamebureau.
Kermits opgetrommelde vrienden verzamelen zich voor de tweede maal in New York, vergezeld door de vele vrienden die ze hebben gemaakt tijdens hun werk buiten de stad. Ondanks het feit dat Kermit onvindbaar is, besluiten ze door te gaan met de musical. Nadat Kermit toevallig met zijn nieuwe collega's bij Pete's gaat lunchen en de andere Muppets hem herkennen, helpt Miss Piggy hem zijn geheugen terug te krijgen door middel van een flinke karateklap. De show is een groot succes en in de slotscène treden Kermit en Miss Piggy in het huwelijk.

## Videoversie
De film werd oorspronkelijk uitgebracht door Tri-Star Pictures. Anders dan de voorgaande films The Muppet Movie, The Great Muppet Caper en The Dark Crystal werd deze film niet geproduceerd door ITC, dus de rechten werden uiteindelijk niet overgedragen aan de Jim Henson Company. De film werd, net zoals de eerdere Henson-films, voor het eerst uitgebracht op video door CBS/ Fox Home Video en is herhaaldelijk heruitgebracht op VHS en dvd door Columbia TriStar. Disney bezit momenteel de rechten niet om de film op de markt te brengen.

## Rolverdeling

### Poppenspelers
| Acteur            | Personage                                                                    |
| ----------------- | ---------------------------------------------------------------------------- |
| Jim Henson        | Kermit, Rowlf, Dr. Teeth, de Zweedse Kok, Waldorf, Baby Kermit en Baby Rowlf |
| Frank Oz          | Miss Piggy, Fozzie, Animal, Baby Piggy en Baby Fozzie                        |
| Dave Goelz        | Gonzo, Zoot, rat Chester, kikker Bill en Baby Gonzo                          |
| Steve Whitmire    | Rizzo, kikker Gill                                                           |
| Richard Hunt      | Scooter, Janice, Statler en Baby Scooter                                     |
| Jerry Nelson      | Camilla, Floyd, Lew Zealand                                                  |
| Kathryn Mullen    | kikker Jill                                                                  |
| Karen Prell       | rat Yolanda                                                                  |
| Brian Muehl       | rat Tattooey                                                                 |
| Bruce Edward Hall | rat Masterson, beer Beth                                                     |

### Menselijke acteurs
| Acteur         | Personage       |
| -------------- | --------------- |
| Juliana Donald | Jenny           |
| Louis Zorich   | Pete            |
| Lonny Price    | Ronnie Crawford |

### Cameo's
| Acteur            | Personage                               |
| ----------------- | --------------------------------------- |
| Dabney Coleman    | Murray Plotsky/Martin Price             |
| Gates McFadden    | Nance, de secretaresse van Martin Price |
| John Landis       | Leonard Winesop                         |
| Frances Bergen    | de receptioniste van Leonard Winesop    |
| Joan Rivers       | Eileen                                  |
| Vincent Sardi Jr. | zichzelf, de baas van Sardi's           |
| Liza Minnelli     | zichzelf                                |
| Gregory Hines     | rolschaatser in park                    |
| Brooke Shields    | klant in Pete's                         |
| James Coco        | Mr. Skeffington                         |
| Elliott Gould     | politieagent in Pete's                  |
| Art Carney        | Bernard Crawford                        |
| Linda Lavin       | Kermits dokter                          |
| Ed Koch           | zichzelf, de burgemeester van New York  |

## Trivia
- Tijdens de trouwscène in de film zijn o.a. poppen uit Sesame Street & Fraggle Rock aanwezig. Tijdens deze scène doet Jim Henson ook kort even de stem van Ernie, terwijl Frank Oz heel even de rollen van Bert en Cookie Monster herneemt.